# Rhinoclavis aspera
Rhinoclavis aspera là một loài ốc biển, là động vật thân mềm chân bụng sống ở biển thuộc họ Cerithiidae.

## Hình ảnh

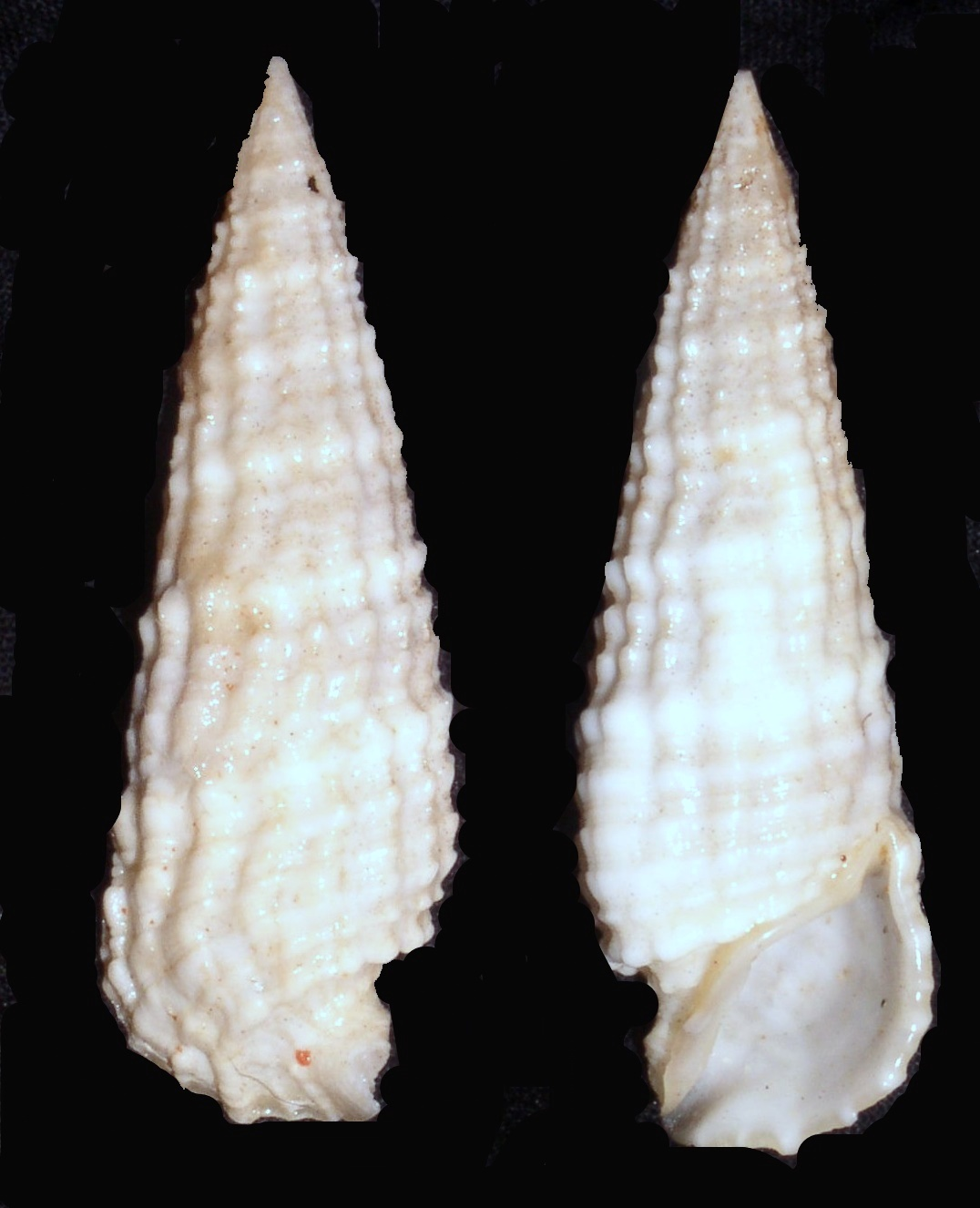